# 大偵探福爾摩斯：逃獄大追捕
《大偵探福爾摩斯：逃獄大追捕》是一齣2019年香港動畫偵探冒險電影，由正文社及線美動畫製作，袁建滔和鄒榮肇聯合導演，主要配音員包括黃啟昌、曹啟謙、梁偉德、阮兆祥和歐錦棠。故事改編自厲河作品《大偵探福爾摩斯》第18部《逃獄大追捕》及第32部《逃獄大追捕II》。
電影先在7月28日在香港兒童電影國際電影節選為開幕電影開畫，並於8月1日正式公映。

## 劇情
故事設定於19世紀末的英國倫敦，俠盜馬奇以劫富濟貧聞名，令蘇格蘭場警探李大猩與狐格森頭痛不已。大偵探夏洛克·福爾摩斯與助手約翰·H·華生調查後發現，馬奇的善行源於對孤兒院的捐助，其私生女凱蒂在該孤兒院長大。福爾摩斯聯同警探在凱蒂生日會上拘捕馬奇，將其繩之於法，但此舉揭露了馬奇行動背後的社會貧富懸殊問題，導致福爾摩斯被民眾唾棄，內心深感愧疚。
四年後，馬奇在獄中襲擊惡霸刀疤熊後逃獄，引起福爾摩斯與華生的注意。同時，刀疤熊假借傷重送院之機亦成功脫逃，並以凱蒂為目標展開報復。福爾摩斯、華生、李大猩與狐格森聯手展開營救行動，揭開馬奇逃獄背後的真相。馬奇最終以生命為代價保護女兒，福爾摩斯與華生則追蹤線索，展開一場驚心動魄的大追捕，探索正義與犧牲的意義。

## 人物
| 角色                                                   | 配音員   | 配音員                                     | 配音員                   | 配音員   | 配音員               | 介紹 |
| 角色                                                   | 香港     | 美国 · 加拿大                              | 日本                     |          | 臺灣                 | 介紹 |
| 主要角色                                               | 主要角色 | 主要角色                                   | 主要角色                 | 主要角色 | 主要角色             | 主要角色 |
| ------------------------------------------------------ | -------- | ------------------------------------------ | ------------------------ | -------- | -------------------- | --- |
| 夏洛克·福爾摩斯 Sherlock Holmes シャーロック・ホームズ | 黃啟昌   | Robbie Daymond                             | 景浦大輔                 | 석승훈   | 張騰                 | - 身高：183cm - 職業：諮詢偵探 - 外形：狗 - 名句：「凶手就是他！」 - 外號：「福爾摩輸」、「福爾摩赢」 - 倫敦著名的大偵探，精於觀察分析，破案無數。今次將與身手了得的白旋風展開連場對決。      |
| 華生 Watson ワトソン                                   | 曹啟謙   | David Errigo Jr.                           | 深町寿成                 |          | 江志倫               | - 身高：170cm - 職業：醫生 - 外形：貓 - 名句：N/A - 軍醫出生，移居倫敦後，與福爾摩斯一起合租貝克街221B號。兩人逐漸成為最佳拍檔。                                                              |
| 李大猩 Gordon "Gorilla" Riller ゴリラ刑事              | 阮兆祥   | Kevin M. Connolly                          | ロバート・ウォーターマン |          | 孟慶府               | - 身高：190cm - 職業：警探 - 外形：猩猩 - 名句：「什麼俠盜！賊就是賊！」 - 蘇格蘭場警探。性格衝動，又愛出風頭，所以經常弄到笑話百出。                                                         |
| 狐格森 Carlson Fox フォックス刑事                      | 梁偉德   |                                            | 財満健太                 |          | 黃天佑               | - 身高：155cm - 職業：警探 - 外形：狐狸 - 名句：「有話到法庭裁說！」 - 蘇格蘭場警探，李大猩的拍檔。跟李大猩常常互相取笑對方。                                                                 |
| 小兔子 Bunny                                           | 劉皓嵐   | Abby Trott                                 |                          |          | 張乃文               | - 身高：65cm - 職業：街童 - 外形：兔 - 名句：「福爾摩斯先生，不要再責怪自己了！」 - 粵語版口頭禪：想◯死街坊咩（◯：笑、食等） - 扒手出身，後成為了福爾摩斯查案的好幫手──「少年偵探隊」的隊長。 |
| 愛麗絲 Alice                                           | 陳凱婷   | Lizzie Freeman                             |                          |          | 林沛笭               | - 身高：157cm - 職業：學生 - 外形：貓 - 貝克街221B號房東太太親戚的女兒。為人牙尖嘴利，連福爾摩斯也怕她三分。                                                                                  |
| 《逃獄大追捕》單元故事角色                             |          |                                            |                          |          |                      | |
| 馬奇 Mack                                              | 歐錦棠   | Greg Chun                                  | 相合谷由馬               |          | 江志倫               | - 身高：180cm - 職業：俠盜 - 外形：狗 - 名句：「我以為自己可以改變這個世界！」 - 受貧民敬仰，劫富濟貧的俠盜。非常痛愛女兒凱蒂，但礙於身份，無法直率地表達。                                   |
| 凱蒂 Katie ケイティ                                    | 劉惠雲   |                                            | 相坂優歌                 | 박시윤   | 張乃文               | - 身高：163cm - 職業：無業 - 外形：狗 - 名句：「你永遠是我的英雄！」 - 與孤兒院長大的少女，每年生日都會收到有神秘人送贈的蛋糕。                                                               |
| 刀疤熊 Scarface スカーフェイス                         | 古明華   |                                            | 石原雅人                 |          | 孟慶府               | - 身高：228cm - 職業：無業/囚犯 - 外形：熊 - 名句：「你越緊張我就越興奮！」 - 被判終身監禁的殺人犯，跟馬奇在獄中結怨為人心狠手辣，為達目的，不擇手段。                                        |
| 熊貓獄長 Boris                                         | 黃志明   |                                            |                          |          | 黃天佑               | - 職業：獄長 - 外形：熊貓 - 鐵璧監獄的獄長。 |
| 瘦皮猴 Lanky                                           | 袁建滔   |                                            |                          |          | 黃天佑               | - 職業：獄警 - 外形：猴 - 鐵璧監獄的獄警。 |
| 其他角色                                               |          |                                            |                          |          |                      | |
| 蛋糕店女侍應 Cakeshop Waitress                         | 劉惠雲   | Kayli Mills                                |                          |          | 張乃文               | |
| George                                                 |          | Mick Wingert                               |                          |          |                      | |
| Gangboy                                                |          | Dorothy Fahn                               |                          |          |                      | |
| Mob Wolf                                               |          | Jon Allen                                  |                          |          |                      | |
| Mob Higland Cow                                        |          | Brock Powell                               |                          |          |                      | |
| 吉森 Gibson                                            | 梁志達   | Edward Bosco                               |                          |          |                      | |
| Ronald                                                 |          | Griffin Burns                              |                          |          |                      | |
| 電話銷售員 Telephone Salesman                          |          | Xander Mobus                               |                          |          |                      | |
| 孤兒院護士長 Orphange Matron                           | 黃鳳英   | Laila Berzins                              |                          |          | 林沛笭               | |
| 監獄醫生 Jail Doctor                                   |          | Brook Chalmers                             |                          |          |                      | |
| 孤兒 Orphans                                           |          | Jeannie Tirado Amber Connors Janice Kawaye |                          |          | 林沛笭 連思宇 張乃文 | |
| M博士 Dr. M                                            | 蕭徽勇   | Xander Mobus                               |                          |          | 黃天佑               | |
| 電話接線員                                             | 劉惠雲   |                                            |                          |          |                      | |

其他配音製作人員

香港版：

- 配音導演：黃鳳英
- 分鏡故事板配音：袁建滔、陳卓智、梁志達、黃鳳英、袁浩、陳寶怡
- 其他配音：黃志明、黃鳳英、高瀚章、鄧燦陽、何立晴、鄭卓楠、謝懿、李浩然、李喆琛、李諾熹、梁皓弘、鄭卓瀛、古一心、譚皓怡、鍾穎晞

英語版：

- 配音公司：Bang Zoom! Studios

韓語版：

- 配音人員：정성원、서정익、정성원

台灣版：

- 配音人員：孟慶府（羅蘭：凱蒂的情人，於結婚典禮上被刀疤攔婚。）

## 製作

### 開發
《大偵探福爾摩斯》小說系列由厲河創作，已出版超過50部，深受香港及華語地區兒童喜愛，以其幽默的動物角色和深入淺出的科學知識為特色。該系列此前已改編為漫畫，但本片是首次改編為動畫電影。導演袁建滔曾執導《麥兜故事》和《麥兜菠蘿油王子》，以其獨特的幽默風格聞名；另一導演鄒榮肇則創立線美動畫，參與過《麥兜·飯寶奇兵》及歐洲外包動畫製作。
製作契機源於2017年香港兒童國際電影節期間，高先電影發行人曾麗芬與厲河、袁建滔的會面。由於小說《逃獄大追捕》兩集故事具連貫性且包含動作場面，被認為最適合改編為動畫電影
電影劇本由袁建滔撰寫，融合原著第18部《逃獄大追捕》及第32部《逃獄大追捕II》的故事情節，並新增約一半的原創內容，以適應電影的節奏與娛樂性。鄒榮肇負責動畫製作監督，帶領約60人的團隊，核心製作由線美動畫的20餘人完成，另有四間外包公司參與。製作耗時18個月，預算1300萬港元，後期製作尤為緊張。團隊在角色設計、動作場面及科學元素的呈現上花費了大量精力。

### 動畫技術與風格
本片採用3D渲染2D技術（Cel-shading）製作，角色設計保留原著插畫家余遠鍠的風格。動畫線條簡潔，帶有濃厚的歐洲工業革命時期風格，通過豐富的場景設計（如倫敦的貧民區、孤兒院、監獄等）彌補預算限制。與荷里活或日本的高預算動畫相比，畫面細膩度稍遜，但動作場面注重趣味性和節奏感，保留了袁建滔一貫的幽默風格，同時融入原著的科普元素（如機械原理與推理邏輯）以增強教育意義。

### 音樂製作
配樂由王建威創作，採用管弦樂風格營造19世紀倫敦的時代感，特別邀請匈牙利布達佩斯管弦樂團錄製。主題曲包含：
- 粵語版《聚散的用意》由王建威作曲、編曲及監製，謝雅兒填詞並演唱，歌詞呼應片中父女情感線
- 英文主題曲《Prayer》由王建威作曲，Erynn Legna McReynolds填詞，Oneill演唱，增添國際化元素[7]。

## 發行

### 評價
hkmovie6根據34條評論，平均得分4.3／5。在WMOOV上，電影獲得7分。
影評人石琪寫道：「厲河的兒童插圖小說《大偵探福爾摩斯》暢銷系列首次搬上銀幕。角色全部動物擬人化，福爾摩斯是狗型，華生醫生貓型，還有猩猩探長、狐狸探員、瘦皮猴獄警、刀疤熊惡霸和小兔子等，可愛可笑可惡都有，總之卡通式趣怪。此片攝製當然用電腦，不過採取2D畫法，線條簡潔。故事發生於舊時英國，景物難免缺少精細立體感，但也把富貴城市、殘破貧民區、孤兒院、監獄、婚禮等畫得多姿多采。神探與華生查案鬼馬惹笑，神偷的父女情則感人催淚。雖然攝製條件不及美國、日本的頂級動畫大作，但也把推理奇案玩得有腦有趣，畫得生動，適合暑期兒童觀看。」
am730論製作之規模及細緻度也遠遠不及，但《福爾摩斯》並不失禮。相反在有限條件下，一切完成度都很高，而由故事及電影訊息來看，也看得出它十分之袁建滔。角色設計方面，福爾摩斯聰明又正派，挖掘未夠，反而劫富濟貧的馬奇角色更特別。綠葉例如華生、李大猩（一個笨賊）等的配搭，都有參考了經典日式動畫的喜劇套路，效果頗為搞笑。《福爾摩斯》製作自然不及美日億元大作，細節上也有需要改善之處。但整體3D動畫效果不俗（它屬於3D扮2D，帶歐洲風味），而且出奇地old school和心地好，在sell橋sell推理sell科普的兒童作品中，相當難得。
講鏟片影評整體畫工與效果也相當流暢，一眾人物亦算是來得有趣，當中把動畫擬人化的感覺良好。其實港產動畫的水平，絕對不下於現時荷里活與日本，同時也有自己的風味。原著《大偵探福斯摩斯》屬兒童的科學的連載，故此不少內容有點科學成份，而動畫大電影亦保留著的科學知識元素，而且亦算是深入淺出。電影相當適合親子來觀看，也可讓子女觀看時得悉一些科學原理。配音方面，電影的兩位主角福斯摩斯與華生分別由黃啟昌與曹啟謙飾演，兩人表現算是稱職。同樣表現不俗的還有為李大猩配音的阮兆祥與為馬奇配音的歐錦栄，一眾配音跟著情節也見默契。《大偵探福斯摩斯：逃獄大追捕》作為多年來再現的港產動畫，整體表現可以說是在水平之上。當中無論畫工、劇情以至是配音均有相當的水準，同時也不忘電影提供科學知識的情節。作為一部合家歡的動畫電影，絕對值得觀眾去為港產動畫支持。
李志宏寫道：「人物諧趣，節奏明快，動作內容頗多。製作水準不失禮，不必與荷里活、日本動畫比較。深入淺出的科學知識，不扮高深，是不錯的親子活動。影片由兩本同名兒童推理小說合湊而成，筆者特意從朋友小兒那裡借來書本，才二百五十多頁，要支撐一套片長83分鐘影片，似乎不足夠。除了如實將文字移植成畫面，尤其喜歡序章的設計、開場的音樂以至其他配樂的穿插，曲風既熱血又帶神秘感 ; 至於加插的情節，包括一宗用作表現福爾摩斯的偵探頭腦的謎案，冒險元素加上很多特色機械，引領觀眾進入十九世紀末工業革命時代的英國倫敦。」
都市日報因為原著和動畫以工業革命年代為背景，在造型、場面設計上，也充滿歐洲味道，這在香港動畫作品裏，較為少見，感覺相當新鮮。曾經創作過不少廣告音樂，和為某些商業電影配音的王建威，這次為《逃獄大追捕》創作了極富戲劇性的音樂，並且找來布達佩斯管弦樂團演奏，令電影生色不少。《逃獄大追捕》有着一個計算準確，節奏明快，峰迴路轉，風趣惹笑的劇本。兩位導演和動畫製作團隊，以極之緊絀的資源，相當有限的人手製作《逃獄大追捕》，但在整體動畫製作的表現上，成績相當出眾，教觀眾看得喜出望外。由故事到製作也相當出色，絕對是香港動畫的驕傲。

### 票房
電影上映後累積票房460萬。對比1300萬的生產預算和發行成本（涉及行政支出、宣傳推廣、戲院拆賬及發行商分成，動畫電影因製作週期長，所以成本更高，回本一般需三倍以上票房即起碼要3000多萬才勉強封蝕本門，4倍才穩妥，其後才開始獲利），被視為嚴重票房失利。

### 影音及串流
- 美版：2021年3月28日（DVD；收錄英語配音，英語字幕）
- 港版：2021年4月1日（DVD；收錄粵英雙語配音，對應粵配的中英雙語字幕）
- 日版：2021年4月28日（DVD；收錄日英雙語配音，對應英配的英日雙語字幕）

### 各地片名
- 港版：大偵探福爾摩斯逃獄大追捕大電影（中文；對應電影中文版LOGO字樣）／The Great Detective Sherlock Holmes - The Greatest Jail-Breaker（英文）（皆為經正式註冊名稱）
- 美版：Sherlock Holmes And The Great Escape（英文原名）／夏洛克·福爾摩斯與世紀大逃獄（意譯）
- 日版： シャーロック・ホームズの大追跡（日文原名）／夏洛克·福爾摩斯的大追捕（意譯）
- 韓版：극장판 천재 추리 탐정 셜록홈즈（韓文原名）／劇場版 天才 偵探 夏洛克·福爾摩斯（意譯）

### 文化影響
《大偵探福爾摩斯：逃獄大追捕》作為近年少見的香港原創動畫電影，對本地動畫產業具有標誌性意義。電影不僅延續了《麥兜》系列的幽默傳統，還通過動物化的福爾摩斯題材，吸引了國際市場的注意，為香港動畫開拓海外發行提供了案例。影片探討的貧富懸殊與親情主題，結合科普元素，與香港教育界推廣的親子共學理念契合，獲得不少學校與親子團體的推薦。
然而，票房失利也反映了香港動畫產業面臨的挑戰，包括市場規模小、宣傳資金不足以及與好萊塢與日本動畫的競爭。儘管如此，電影仍被視為香港動畫的一次重要回歸，激勵了本地年輕動畫師繼續探索本土題材的創作。

## 奬項及提名
| 年度   | 颁奖典礼                    | 奖项                 | 獲提名者                       | 结果 |
| ------ | --------------------------- | -------------------- | ------------------------------ | ---- |
| 2020年 | 第26屆香港電影評論學會大獎  | 推薦電影             | 《大偵探福爾摩斯：逃獄大追捕》 | 獲獎 |
| 2020年 | 香港電影編劇家協會2020      | 年度推薦劇本獎       | 袁建滔                         | 提名 |
| 2020年 | 香港電影編劇家協會2020      | 年度最佳電影角色獎   | 黃啟昌（聲演）                 | 提名 |
| 2020年 | 第3屆MOVIE6全民票選電影大獎 | 全民票選最佳電影海報 | 《大偵探福爾摩斯：逃獄大追捕》 | 提名 |

## 續集
2025年5月6日，線美動畫通過其官方X帳戶宣布下一部作品《Sherlock Holmes and the Rings of Judgement》（暫譯《福爾摩斯與審判之戒》），這是該團隊自2019年《逃獄大追捕》後時隔6年的新項目。該片將延續福爾摩斯題材，融入原創故事，並以動畫形式重新詮釋經典角色，當前處於籌備階段，公開了部分概念圖與幕後設計，標誌著團隊在國際動畫市場的進一步探索。

## 外部連結
- 豆瓣电影上《大偵探福爾摩斯：逃獄大追捕》的資料 （简体中文）
- 互联网电影数据库（IMDb）上《大偵探福爾摩斯：逃獄大追捕》的资料（英文）